# Malé Ripňany
Malé Ripňany jsou obec na Slovensku v okrese Topoľčany v Nitranském kraji. V obci žije 551 obyvatel.

## Historie
Obec byla osídlena již v neolitu. Na území obce jsou archeologicky doloženy sídlištní nálezy z doby bronzové, halštatské a římsko-barbarské osídlení. Obec se vyvíjela na území Ripňan. 
První písemná zmínka o vesnici je z roku 1390, kde je uvedena jako Kysrepen. Další název v roce 1773 Male Ripnany a od roku 1920 Malé Ripňany. Obec náležela k hradnímu panství Topolčany, v 17.–18. století zemanským rodinám  např. Justhovců, Kosztolányiovců, Prónayovců. Obec byla v roce 1598 vypálena Turky. V roce 1894 obec vyhořela. V roce 1715 bylo v obci 26 domácností, v roce 1787 žilo v 25 domech 155 obyvatel, v roce 1828 žilo 228 obyvatel ve 33 domech. 
Součástí obce jsou od roku 1903 Nežatice. První písemná zmínka o obci je z roku 133, kdy patřila panství hradu Topolčany, v roce 1571 Rhodyovům. V roce 1715 byly v obci vinice a čtrnáct domácností, v roce 1720 jen sedm domácností. V roce 1787 žilo v šestnácti domech 107 obyvatel a v roce 1828 žilo 121 obyvatel v sedmnácti domech. Hlavním zdrojem obživy bylo zemědělství.

## Geografie
Obec se nachází v západní části Nitranské pahorkatiny, ve střední části toku řeky Radošinky u soutoku s Hlavinkou. Území tvořené odlesněnými širokými hřbety má nadmořskou výšku v rozmezí 155–224 metrů, střed obce je ve výšce 174 metrů. Povrch tvoří neogenní jíly, které jsou pokryté spraší. Půdní typem je hnědozem.
Celková rozloha území obce je 8,51985 km², z toho v roce 2020 připadalo 92 % na zemědělskou půdu. Celkové využití půdy (2020): 89 % orná půda, 2 % zahrady. V roce 2023 připadalo 786,26 ha na zemědělskou půdu, z toho 761,04 ha byla orná půda, 15,21 ha zahrady a 7,95 ovocné sady. Na zastavěnou plochu a nádvoří připadalo 39,22 ha, na lesy 4,06 ha a vodní plochu 8,15 ha.
Obec sousedí:
|               | Veľké Ripňany, Horné Obdokovce |         |
| Veľké Ripňany |                                | Čermany |
| Merašice      | Biskupová                      |         |

## Pamětihodnosti
- V obci je římskokatolický kostel sv. Antona Paduánskeho z roku 1800. V roce 1990 bylo původní zdivo z nepálených cihel nahrazeno novým zdivem.[10]
- Z roku 1820 pochází klasicistní mariánský sloup s pozdně barokní sochou Panny Marie z 18. století.[11][12]
- V části Nežatice stojí zvonice postavena v šedesátých letech 20. století.[13]